# Піску-Садовей
Піску-Садовей (рум. Piscu Sadovei) — село у повіті Долж в Румунії. Входить до складу комуни Садова.
Село розташоване на відстані 183 км на захід від Бухареста, 51 км на південь від Крайови.

## Населення
За даними перепису населення 2002 року у селі проживали 1369 осіб.
Національний склад населення села:
| Національність | Кількість осіб | Відсоток |
| -------------- | -------------- | -------- |
| румуни         | 1247           | 91,1%    |
| цигани         | 121            | 8,8%     |

Рідною мовою назвали:
| Мова      | Кількість осіб | Відсоток |
| --------- | -------------- | -------- |
| румунська | 1257           | 91,8%    |
| циганська | 111            | 8,1%     |